# Тріскунов Семен Олексійович
Семен Олексійович Тріскунов (рос. Семён Алексе́евич Трескуно́в; нар. 14 листопада 1999, Москва, Росія) — російський актор.

## Біографія
З дитинства займався танцями, ходив у музичну школу, на ансамбль народної пісні і бере участь у театралізованих виставах. [джерело?]

## Творчість
У період 2011—2014 років знявся більш ніж в 25 фільмах. Відомий ролями у фільмах «Мами», «Приватне піонерське», в серіалах «Світлофор» і «Сімейний бізнес».
Кінодебют Семена трапився в 2010 році. Мама відвела 11-річного Семена на проби реклами МТС, які він успішно пройшов. До цього був рік марних спроб на різних рекламних кастингах. Взимку 2011 йому запропонували роль дублера у фільмі « Аварійний стан» Всеволода Бенігсена. Однак, побачивши Семена, режисер віддав йому всю роль, яка стала першою в його фільмографії. Далі послідувала роль у фільмі « Нічний гість» Станіслава Назирова, де Семен зіграв сина головної героїні Кирила. Влітку того ж року він зіграв в кримінальному трилері  Рената Давлетьярова «Сталева метелик» в невеликий, але помітної ролі безпритульного Карлика.
Взимку 2012 вийшов кіноальманах «Мами», де Тріскунов знявся в новелі «Операція М». Потім була низка ролей в різних телесеріалах, які залишилися непоміченими. У картині «Приватне піонерське», Олександра Карпіловський Семен зіграв головну роль — піонера Мишка Хрустальова. Картина не мала успіху у великому прокаті, однак була тепло прийнята критиками. Зокрема, і сам фільм, і Семен отримали безліч призів з різних кінофестивалів.
У період 2012—2014 він знявся у фільмах у багатьох провідних російських режисерів: в епізоді фільму «Шагал - Малевич» режисера  Олександра Мітти, в трагікомедії  Олександра Котта «Третя світова» (Петько, онук Петьки) і в детективному серіалі «Чорні кішки».
У 2014 на фестивалі « Вікно в Європу» вперше була показана картина  Володимира Котта «На дні» за п'єсою Максима Горького, де Семен зіграв Луку. Фільм був неоднозначно прийнятий критиками. Роль Семена теж не залишилося непоміченою і зібрала в основному позитивні відгуки.
Далі Тріскунов знявся в кримінальному фільмі «Хороший поганий день». Влітку 2014 року в Москві закінчилися зйомки фантастичній комедії  Олександра Войтинського  «Привид», де партнером Семена по майданчику став  Федір Бондарчук . Актор виконав роль «маминого синка», упослідженого однокласниками, якого починає переслідувати привид загиблого авіаконструктора. Робота в цій картині, що вийшла на екрани в березні наступного року, стала за визнанням кінокритиків великим творчим досягненням Трескунова.
З 2013 року сам пише і читає реп під псевдонімом Холдем.

## Громадянська позиція
Виступає проти російського вторгнення в Україну.

## Фільмографія
- 2017 — Іванови-Іванови — Данило Іванов ( головна роль )
- 2015 — «Приватне піонерське-2»
- 2015 — «Хороший поганий день» (у виробництві)
- 2015 —  «Привид» — Ваня Кузнєцов ( головна роль )
- 2015 — «Невидимки» — Хлопчик біжить за Дідом Морозом
- 2014 — "Хлопчики + дівчатка =" — Кот
- 2014 — «Чемпіони» — Боря юний хокеїст
- 2014 —  серіал «Сімейний бізнес» — Льоня ( головна роль )
- 2014 — «Скасування всіх обмежень» — Кирило, син Ірини та Олександра
- 2014 — «На дні» — Лука
- 2014 — «Все спочатку» — Павло в дитинстві
- 2013 —  «Шагал — Малевич» — Льова в дитинстві
- 2013 — «Чорні кішки» — Ромка (шпана)
- 2013 — Приватне піонерське — Мишка Хрустальов ( головна роль )
- 2013 — «Третя світова» — Петька, онук діда Максима
- 2013 — «Супер Макс» — Антон, найкращий друг Макса
- 2013 — «Студія 17» — Андрій, молодший брат Ксюхи
- 2013 —  «Світлофор» — Ваня Гурин, безпритульний
- 2013 — «Операція» Ляльковод "" — Антон
- 2012 — «Три товариші» — Олег Костров в дитинстві
- 2012 —  «Сталева метелик» — «Steel Butterfly» — «Карлик»
- 2012 — «Право на правду» — Петя, син Аржановского
- 2012 — «Чорна сходи» (7-я серія)
- 2012 — «Контейнер» (10-я серія)
- 2012 — «Зворотній бік Місяця» — «Рудий» в дитинстві
- 2012 — «Обміняйтеся кільцями» — Льоша, син Віри
- 2012 — «Няньки» — епізод
- 2012 —  «Мосгаз» — Серьожа Чеботар
- 2012 —  «Мами» — син Саша
- 2011 — «Нічний гість» — Кирило, син Тетяни ( головна роль )
- 2011 — «Аварійний стан» — Васенька

## Нагороди
- Диплом за найкращий акторський дует з  Єгором Клінаевим у фільмі «Приватне піонерське» на XVII Фестивалі візуальних мистецтв в  ВДЦ «Орлятко» (2013).
- Бронзова статуетка «Кораблик» в номінації «Найкращий хлопчик-актор» на XXI Міжнародному кінофестивалі «Червоні вітрила» в Артеке за роль у фільмі  «Приватне піонерське» (2013).

## Критика
На думку оглядача «Афіші» Антона Долина про гру у фільмі «Привид»: "Семен Тріскунов не просто справляється зі складною роллю, але «краде шоу у самого Бондарчука», і юного актора чекає «велике світле майбутнє».
Згодна з такою оцінкою і рецензент «Російської газети» Сусанна Альперина: "… у Семена Трескунова явно є всі задатки, щоб стати Юрієм Нікуліним нашого часу".
У свою чергу кінокритик  «Коммерсанта»  Лідія Маслова знаходить гру актора навіть занадто професійної, оскільки йому вдалося створити «… такий переконливий образ неприємного скиглія і задрота, що скоріше хочеться відправити цього отрока кудись подалі у Всесвіт — або за штурвалом ще не випробуваного літака, як це відбувається у фільмі, або, ще краще, в якомусь спеціальному вантажному відсіку міжконтинентальної балістичної ракети.»